# Karl Leipold
Karl Leipold (eigentlich Philipp Carl Leipold; * 12. Januar 1864 in Duisburg; † 1. April 1943 in Würzburg) war ein deutscher Maler.

## Leben
Leipold wurde als Sohn des aus Schlüchtern in Hessen stammenden Hutmachers Adam Leipold und seiner Frau Caroline geb. Bölling in Duisburg geboren. Nach dem Besuch des Realgymnasiums Duisburg belegte er von 1880 bis 1883 ein Studium an der Kunstakademie Düsseldorf bei Andreas Müller, Heinrich Lauenstein und Peter Janssen sowie von 1884/1885 an der Akademie der Bildenden Künste München unter Karl von Piloty. Zwischenzeitlich war er 1887/1888 auf Reisen in England. 1889/1890 erfolgte die Fortsetzung des Studiums in Paris an der Académie Julian.
1890 heiratete er Pauline Henriette Ambrosius aus Duisburg. Sie wurden 1891 in München und von 1892 bis ca. 1922 auch in Dießen am Ammersee ansässig. Von 1893 bis 1895 hatte er Aufenthalte in Emden und Duisburg, und von 1897 bis 1899 in Cuxhaven. In den 1890er Jahren unternahm Leipold ausgedehnte Fahrten als Seemann auf Fischdampfern in der Nordsee und auf Frachtenseglern u. a. in den Orient und nach Südamerika. 1899 erwarb er ein auf einer Warft gelegenes ehemaliges dänisches Zollhaus in Störort, einer kleinen Ansiedlung an der Mündung der Stör in die Elbe in Wewelsfleth bei Glückstadt, in dem er bis zu seinem Umzug nach Schlüchtern im Jahr 1940 wohnte. Er unternahm zahlreiche Fahrten mit dem eigenen Segelschiff auf Unterelbe, Nord- und Ostsee.
Leipold unterhielt in verschiedenen Städten Ateliers, in denen er sich periodisch aufhielt: 1891 bis 1942 in München, 1902/1903 zunächst in Altona (heute ein Stadtteil von Hamburg), dann in Hamburg, wo eine kleine Straße nach ihm benannt ist, 1931 bis 1943 in Berlin, 1940 bis 1943 in Schlüchtern. Er unternahm mehrere Reisen nach Italien: um 1903 und 1911 nach Venedig, 1912 nach Capri und 1926 nach Venedig und Rom.
Aus Anlass des 50. Geburtstages von Adolf Hitler wurde er am 20. April 1939 zum Professor ernannt.
Er war Mitglied im Verein Berliner Künstler, der Schleswig-Holsteinischen Kunstgenossenschaft, der Münchner Künstlergenossenschaft und der Vereinigung nordwestdeutscher Künstler.
Karl Leipold starb am 1. April 1943 in Würzburg, wo er sich gerade mit Wohnung und Atelier niederlassen wollte.

## Werk
Karl Leipold schuf vorwiegend Ölgemälde. Der Öffentlichkeit wurde er erstmals 1893 durch ein Gemälde mit einem maritimen Sujet bekannt. Geprägt durch seine frühen Seereisen blieb er der Marinemalerei sein Leben lang verbunden.
Sein künstlerisches Leben gliedert sich in drei Schaffensperioden. Allerdings lässt sich diese Einteilung nicht gradlinig aufrechterhalten, denn auch in späteren Perioden hat er beispielsweise Motive aus Hessen in der gleichen Methodik bearbeitet, die Wesensmerkmal seiner ersten Schaffensperiode waren. Dies gilt auch für Motive der zweiten Schaffensperiode. Es zeigt sich, dass Leipold nicht nur neu abgebildet oder neu geschaffen hat, sondern auch einmal erfasste und im Gedächtnis eingeprägte Motive immer wieder herangezogen und bearbeitet hat. Grundmotiv und Ausführungsart lassen sich bestimmten Schaffensperioden zuordnen, nicht jedoch deren jeweilige Realisation.

### Frühe Zeit
In seinen frühen Bildern setzte sich Leipold hauptsächlich mit der Landschaft seiner Aufenthaltsorte auseinander. Die Werke zeichnen sich durch realistische Gestaltung und gegenständliche Motive aus. Bei der Umsetzung des Gesehenen legte der Künstler sein Hauptaugenmerk auf die naturgetreue Abbildung der Licht- und Luftverhältnisse. Stilistisch sind diese Bilder stark vom Impressionismus beeinflusst. Es sind Naturschilderungen, in Farbe und Stimmung umgesetzt.

### Mittlere Schaffensperiode
Diese Periode wurde durch die Venedigreisen des Künstlers ausgelöst und setzte als venezianische Periode ungefähr ab 1905 einen neuen Themenschwerpunkt in seinem Werk. Charakteristisches Merkmal dieses Zeitabschnitts ist eine stärkere Farbigkeit und Helligkeit der Bilder, ausgelöst durch den auch bei anderen Malern erkennbaren Eindruck südlichen Lichtes. Neben weiterhin naturalistischen Darstellungen gibt es jetzt aber verstärkt Bilder, die allein aus der Phantasie des Künstlers entstammten. Eindrücke und Atmosphäre von Landschaften und Städteansichten und anderen Motiven, die ihn inspiriert haben, gestaltet er nach seinen Vorstellungen aus dem Kopf.

### Spätwerk

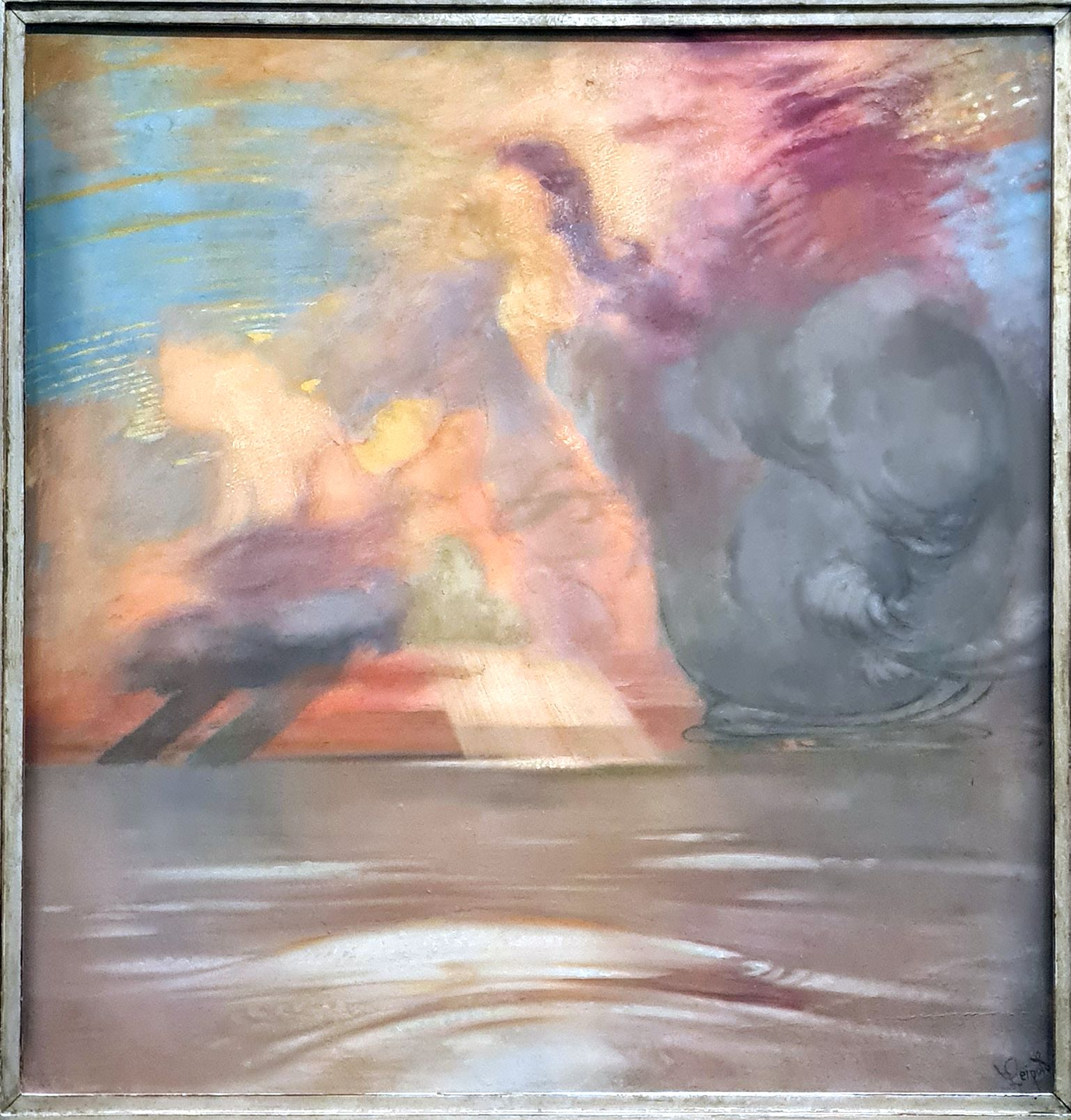
Genesis (Öl auf Pappe auf Sperrholz, vor 1933)

In den 1920er Jahren wendete sich Leipold anderen Themen zu, die er durch die Beschäftigung mit neuen Inspirationsquellen wie der Literatur, der Mythologie und der Metaphysik fand. Zu den neuen Themen gehören die verstärkt auftretenden Figurenbilder, die detailreich umgesetzt waren und teilweise auf Märchen- und Sagenstoffen basierten. Spätwerke haben daher oft mystische, metaphysische und symbolistische Aussagen. Die Hinwendung zum Symbolismus verlief übrigens parallel zu seinem übrigen Schaffen und begann bereits in seiner mittleren Periode. Sie sind der Thematik entsprechend nicht ohne „visionäres Pathos“ (Walter Fröbe) und haben wohl auch dazu geführt, dass Leipolds Werke nach 1945 dem geänderten Zeitgeist entsprechend keine große Beachtung mehr fanden. Ende der 1980er Jahre begannen Bemühungen, den Maler Karl Leipold wieder einer breiteren Öffentlichkeit zugänglich zu machen.

## Auftragsarbeiten
- 1934 Berlin: Der Kosmos, Kolossalgemälde für die Große Deutsche Funkausstellung.

## Publikationen
- Brief an einen Schüler. In: Münchner Jahrbuch für Bildende Kunst, Band IV, München 1909.
- Erinnerungen aus dem alten "Gasthaus zum Löwen" in Schlüchtern. In: Bergwinkel-Bote 1971, Heimatkalender 23. Jahrgang, Herausg. Kreisausschuss des Main-Kinzig-Kreises.

## Ausstellungen und Sammlungen

### Einzelausstellungen
1902 Hamburg: Altonaer Museum, 1907/08 München: Galerie Heinemann, 1908 und 1934 Hamburg: Galerie Louis Bock & Sohn, 1916 Hamburg: Galerie Commeter, 1933 Berlin: Kronprinzenpalais (National-Galerie), 1934 und 1938 Essen: Folkwang-Museum, 1938 Düsseldorf: Kunsthalle, 1952 und 1955 Schlüchtern: Heimatmuseum, 1975 Glückstadt: Ausstellung im Brockdorff-Palais, 1989 Itzehoe: Kreismuseum Prinzeßhof, 1998 Elmshorn: Kunstverein, 2007 Glückstadt: Detlefsen-Museum im Brockdorff-Palais, 2008 Emden: Ostfriesisches Landesmuseum, 2010/11 Selm: Schloss Cappenberg, 2012 Schlüchtern: Bergwinkelmuseum, 2014/15 Glückstadt: Detlefsen-Museum im Brockdorff-Palais.

### Gemeinschaftsausstellungen
1893–1942 München: Königlicher Glaspalast / Haus der Deutschen Kunst, 1894–1918 Berlin: Große Berliner Kunstausstellung, 1898 Hamburg: Altonaer Kunstverein, 1904, 1906, 1908–1910 Bremen: Kunstverein / Kunsthalle, 1905 Hamburg: Kunstverein, 1906 Königsberg: Salon Teichert, 1908 Dresden: Große Kunstausstellung, 1909 Kiel: Kunsthalle, 1934 Hamburg: Galerie Commeter, 1935 Berlin: „Seefahrt und Kunst“, 1936 Essen: Folkwang Museum, 1940 Hamburg: Kunstraum Lüders, 1941 Halle (Saale): Städt. Moritzburg-Museum „Italienbilder Deutscher Künstler“, 2000 Frankfurt am Main: Schirn-Kunsthalle, Birmingham: Museums & Art Gallery, Stockholm: Prins Eugens Waldemarsudde „SeelenReich. Die Entwicklung des Deutschen Symbolismus 1870–1920“, 2001 Glückstadt: Detlefsen-Museum im Brockdorff-Palais „Karl Leipold, Hermann Wehrmann, Hans Wrage“, 2018/19 Husum : Nissenhaus "Wasser. Schiffe. Gondeln. Karl Leipold, Richard v. Hagen, Hans v. Petersen".

### Öffentliche Sammlungen
(Anzahl der Gemälde nach Hans-Peter Widderich)
Berlin: Staatliche Museen (4), Berlin: Deutsches Historisches Museum (19), Dresden: Staatliche Kunstsammlungen (1), Düsseldorf: Kunsthalle (2), Essen: Folkwang-Museum (1), Glückstadt: Detlefsen-Museum im Brockdorff-Palais (10), Halle: Stiftung Moritzburg – Kunstmuseum des Landes Sachsen-Anhalt (158), Hamburg: Kunsthalle (2), Hamburg: Altonaer Museum – Norddeutsches Landesmuseum (2), Husum: Nordfriesisches Museum. Nissenhaus Husum (1), Kiel: Kunsthalle (2), München: Bayerische Staatsgemäldesammlung (7), Würzburg: Museum im Kulturspeicher (14).